# Андон Стоянов
Андон (Антон) Настев Стоянов е български военен лекар от Македония.

## Биография
Роден е в 1872 година в Солун, тогава в Османската империя, днес в Гърция. Той е най-големият син на възрожденския деец Насте Стоянов от Крушево, виден водач на солунските българи в църковно-просветните борби. Негови братя са капитан Константин Настев и д-р Георги Стоянов.
Завършва Солунската българска мъжка гимназия в 1891 година (випуск VI), а след това медицина в Киев (1898 година). Става български военен лекар.
Участва в Балканската, Междусъюзническата и Първата световна война като санитарен офицер.
След войните и смъртта на баща му и брат му Константин, когато цялото семейство се събира в България, той заедно с майка си, брат си Георги и сестра си Евгения прави дарение, в духа на завещанието на Насте Стоянов, на Министерството на просветата. Създават фонд с начален капитал 40 294 лв. (1925 г.), който със сумата от лихвите всяка година да подпомага две бедни българчета – едното от Солун, а другото от Крушево, като с предимство се ползват „синове на родолюбиви родители, живели в тези градове до 1913 г.“. Фондът „Насте Стоянов“ е ликвидиран от комунистическата власт в 1948 година, заедно с останалите фондове при МНП.